# Igar
Igar è un comune dell'Ungheria di 1.136 abitanti (dati 2001). È situato nella contea di Fejér.